# 拉滨铁路
拉滨铁路，自吉林省蛟河市拉法镇的拉法站至黑龙江省哈尔滨市的滨江站，全长271.7公里。為了與蘇聯競爭，日本的南滿洲鐵路決定開闢新線，建于1932年到1934年的满洲国时期，1934年9月1日正式营业。现为哈尔滨铁路局和沈阳铁路局共同管辖。2023年京津冀暴雨期間，拉滨铁路一度中斷。2023年8月12日，拉濱鐵路恢復。